# Elezioni generali nella Repubblica Dominicana del 2020
Le elezioni generali nella Repubblica Dominicana del 2020 si sono tenute il 5 luglio per l'elezione del Presidente e il rinnovo del Congresso (Camera dei deputati e Senato); inizialmente fissate per il 17 maggio, sono state rinviate a causa della pandemia di COVID-19.

## Risultati

### Elezioni presidenziali
| Candidati               | Partiti                              | Voti      | %     |
| ----------------------- | ------------------------------------ | --------- | ----- |
| Luis Abinader           | Partito Rivoluzionario Moderno       | 2 154 866 | 52,51 |
| Gonzalo Castillo        | Partito della Liberazione Dominicana | 1 537 078 | 37,46 |
| Leonel Fernández        | Partito Riformista Social Cristiano  | 365 226   | 8,90  |
| Guillermo Moreno García | Alianza País                         | 39 458    | 0,96  |
| Juan Cohen              | Partito Nazionale Volontà Cittadina  | 3 250     | 0,08  |
| Ismael Reyes Cruz       | Partito Democratico Istituzionale    | 3 484     | 0,08  |
| Totale                  | Totale                               | 4 103 362 | 100   |

### Elezioni parlamentari
- Per la Camera, il numero di voti si riferisce al solo dato nazionale, mentre i seggi al dato nazionale + estero; l'elezione del Senato avviene solo nel territorio nazionale.

| Liste                                     | Camera    | Camera | Camera | Senato seggi |
| Liste                                     | Voti      | %      | Seggi  | Senato seggi |
| ----------------------------------------- | --------- | ------ | ------ | ------------ |
| Partito Rivoluzionario Moderno            | 1.568.168 | 40,40  | 86     | 17           |
| Dominicani per il Cambiamento             | 44.500    | 1,15   | 2      | 1            |
| Partito Rivoluzionario Socialdemocratico  | 32.490    | 0,84   | 1      | -            |
| Alleanza per la Democrazia                | 26.062    | 0,67   | 2      | -            |
| Totale                                    |           |        |        |              |
| Partito della Liberazione Dominicana      | 1.245.048 | 32,08  | 75     | 6            |
| Partito Civico Rinnovatore                | 39.222    | 1,01   | 1      | -            |
| Movimento Democratico Alternativo         | 32.245    | 0,83   | -      | -            |
| Partito Popolare Cristiano                | 20.489    | 0,53   | -      | -            |
| Unione Democratica Cristiana              | 17.849    | 0,46   | -      | -            |
| Partito d'Azione Liberale                 | 17.337    | 0,45   | -      | -            |
| Partito Rivoluzionario Indipendente       | 11.982    | 0,31   | -      | -            |
| Partito Democratico Popolare              | 10.178    | 0,26   | -      | -            |
| Totale                                    |           |        |        |              |
| Forza del Popolo                          | 162.905   | 4,20   | 3      | 1            |
| Partito Riformista Social Cristiano       | 158.890   | 4,09   | 6      | 6            |
| Blocco Istituzionale Socialdemocratico    | 36.320    | 0,94   | 2      | 1            |
| Partito di Unità Nazionale                | 26.354    | 0,68   | -      | -            |
| Partito Quisqueyano Democratico Cristiano | 18.933    | 0,49   | 1      | -            |
| Forza Nazionale Progressista              | 10.501    | 0,27   | -      | -            |
| Totale                                    |           |        |        |              |
| Partito Rivoluzionario Dominicano         | 215.287   | 5,55   | 4      | -            |
| Partito Umanista Dominicano               | 41.990    | 1,08   | 1      | -            |
| Fronte Ampio                              | 29.509    | 0,76   | 3      | -            |
| Totale                                    |           |        |        |              |
| Alianza País                              | 68.662    | 1,77   | 2      | -            |
| Partito Liberale Riformista               | 15.652    | 0,40   | 1      | -            |
| Paese Possibile                           | 14.181    | 0,37   | -      | -            |
| Partito Nazionale Volontà Cittadina       | 9.130     | 0,24   | -      | -            |
| Partito Democratico Istituzionale         | 7.368     | 0,19   | -      | -            |
| Totale                                    | 3.881.252 |        | 190    | 32           |